# Niphadonyx nepalensis
Niphadonyx nepalensis – gatunek chrząszcza z rodziny ryjkowcowatych i podrodziny Molytinae.
Gatunek ten opisany został w 1970 roku przez Edwarda G. Vossa jako Aminyops nepalensis. Do rodzaju Niphadonyx przeniesiony został w 1987 roku przez Władimira W. Żerichina.
Chrząszcz o ciele długości od 6,9 do 8 mm. Głowa i ryjek o punktowaniu dość rzadkim. Funiculus czułków tak długi jak trzonek i o dwóch początkowych członach tej samej długości. Przedplecze tak szerokie jak długie, w części wierzchołkowej nieco przewężone; znajdują się na nim trzy niepunktowane obszary: linia środkowa i dwa nieregularne po bokach. Boczne płaty śródpiersia punktowane. Pokrywy wskutek braku mikrogranulowania połyskujące zarówno na międzyrzędach jak i w rzędach punktów. Międzyrzędy pokryw: pierwsze, trzecie, piąte i siódme bardziej wyniesione od pozostałych.
Owad znany wyłącznie z Nepalu. Miejsce typowe znajduje się w dystrykcie Solukhumbu na wysokości około 4000 m n.p.m. Ponadto podawany z dystryktu Gorkha, z wysokości od 3600 do 4400 m n.p.m. Spotykany na łąkach alpejskich, samotnych brzozach jak i mieszanych lasach jodłowo-różanecznikowych.